# Anni-Kristiina Juuso
Anni-Kristiina Juuso oder Ánne Risten Juuso (nordsamisch; * 4. Mai 1979 in Ivalo, Inari, Finnland) ist eine samische Schauspielerin aus Finnland.
Juuso wurde 1979 im Ort Ivalo in Finnisch-Lappland geboren und spricht neben ihren Muttersprachen Nordsamisch und Finnisch auch Englisch. Bereits im Alter von sechs Jahren reifte in ihr der Entschluss Schauspielerin zu werden. Dennoch dauerte es noch einige Jahre, bis sie ihren Traum verwirklichen konnte. Mit 15 Jahren verließ sie ihre Familie und ihren Heimatort und zog nach Helsinki, um eine Theater-Mittelschule zu besuchen, gefolgt von einer Ausbildung an einer Schauspielschule in der finnischen Hauptstadt.
Während ihrer Lehrzeit arbeitete sie als Moderatorin bei YLE Sápmi, dem samischen Programm von Yleisradio. Ihr Filmdebüt gab sie im Jahr 2001 im russischen Arthouse-Film Kukuschka – Der Kuckuck von Alexander Rogoschkin. Für ihr Filmdebüt wurde sie mehrfach ausgezeichnet, so beim Filmfestival von Wyborg (Russland) als „Beste Schauspielerin“, sowie beim Internationales Filmfestival Moskau als „Beste Nachwuchsschauspielerin“.

## Filmografie
- 2002: Kukuschka – Der Kuckuck (russisch Кукушка)
- 2007: Die Rebellion von Kautokeino (norwegisch Kautokeino-opprøret)